# Gryzelda Missalowa
Gryzelda Julianna Missalowa z domu Hans (ur. 1 maja 1901 w Pabianicach, zm. 13 marca 1978 w Łodzi) – polski historyk.

## Życiorys
Córka Edwarda i Wiktorii z Szerów, pochodziła z rodziny fabrykanckiej. Ukończyła studia historyczne w 1925 oraz studia prawnicze w 1932 na Uniwersytecie Warszawskim. Obroniła pracę doktorską Ideologia młodzieży polskiej w latach 1815–1830 pod kierunkiem Marcelego Handelsmana. W latach 1925–1939 była nauczycielką w łódzkich szkołach: Miejskim Seminarium Nauczycielskim Anieli Szycówny, w gimnazjum Cecylii Waszczyńsklej, a także była wicedyrektorką w Prywatnym Gimnazjum Żeńskim Janiny Czapczyńskiej. W latach 1929–1932 była wiceprezeską oddziału Polskiego Towarzystwa Historycznego w Łodzi. Podczas II wojny światowej prowadziła tajne nauczanie we Włochach. Po wojnie podjęła pracę ponownie w szkole J. Czapczyńskiej. 12 lutego 1945 została wizytatorem szkół średnich przy Kuratorium Okręgu Szkolnego Łódzkiego, wchodząc do Komisji Programowej Ministerstwa Oświaty w zakresie historii dla szkół średnich. Uczestniczyła w przygotowaniu I Kongresu Oświatowego w Łodzi.
Od 1947 pracowała na Uniwersytecie Łódzkim jako starszy asystent. W 1949 r. została adiunktem, w 1954 r. docentem, w 1961 r. profesorem nadzwyczajnym, a w 1970 r. profesorem zwyczajnym. W latach 1954–1955 pełniła funkcję dziekana Wydziału Filozoficzno-Historycznego Uniwersytetu Łódzkiego. Od końca 1949 członek PZPR, konsultantka przy Studium Zaocznym przy Szkole Partyjnej przy KC PZPR, członek Rady Naukowej przy Zakładzie Historii Partii.  
W swoich badaniach naukowych zajmowała się przede wszystkim historią XIX wieku.

## Odznaczenia i nagrody
- Order Sztandaru Pracy I klasy,
- Krzyż Oficerski Orderu Odrodzenia Polski,
- Krzyż Kawalerski Orderu Odrodzenia Polski,
- Tytuł „Zasłużonego Nauczyciela PRL”,
- Medal 10-lecia Polski Ludowej,
- Medal 30-lecia PRL,
- Odznaka Zasłużonego Działacza Związku Zawodowego Pracowników Przemysłu Włókienniczego, Odzieżowego i Skórzanego,
- Honorowa Odznaka Województwa Łódzkiego,
- Honorowa Odznaka  Miasta Łodzi,
- Nagroda naukowa Prezydium Wojewódzkiej Rady Naukowej w Łodzi,
- Nagroda Miasta Łodzi za prace naukowe dotyczące dziejów przemysłu włókienniczego i klasy robotniczej w okręgu łódzkim (1975)[6][5].

## Uczniowie
Do grona jej uczniów należą: Alina Barszczewska-Krupa, Mieczysław Bandurka, Jan Fijałek, Józef Śmiałowski, Barbara Wachowska.